# Thuật ngữ giải phẫu khủng long

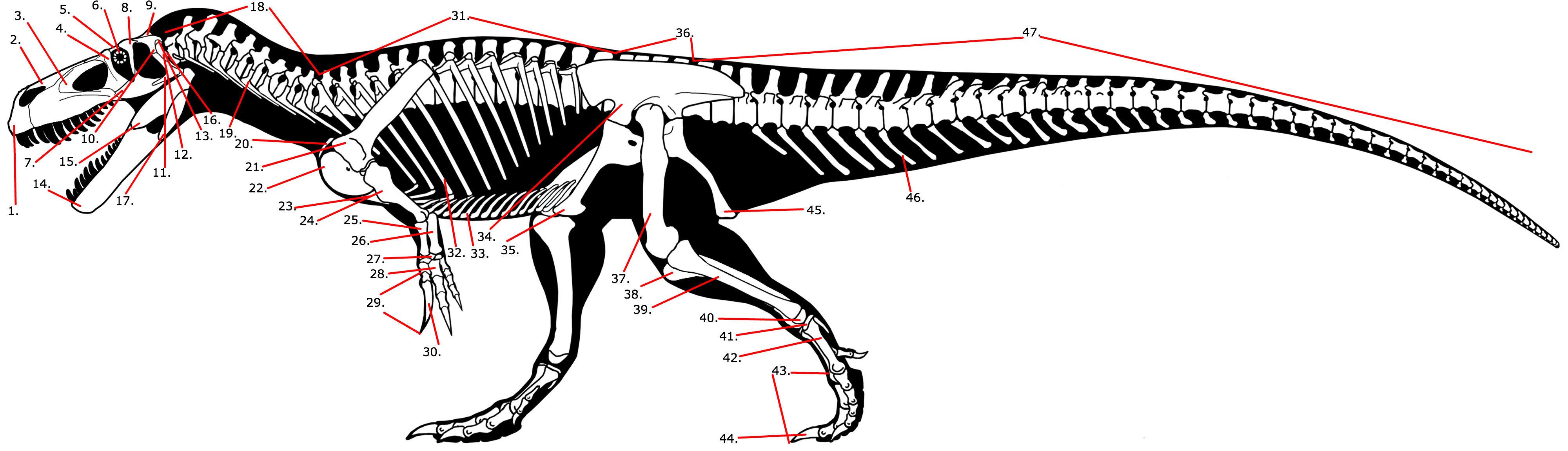
Sơ đồ giải phẫu khung xương của chi Torvosaurus: 1, 2, 3, 4, 5, 6, 7, 8, 9, 10, 11, 12, 13, 14, 15, 16, 17, 18, 19, 20, 21, 22, 23, 24, 25, 26, 27, 28, 29, 30, 31, 32, 33, 34, 35, 36, 37, 38, 39, 40, 41, 42, 43, 44, 45, 46, 47

Dưới đây là bảng chú giải những thuật ngữ thường dùng trong các miêu tả hóa thạch khủng long. Bên cạnh những thuật ngữ chuyên ngành, bảng này cũng có những thuật ngữ phổ biến hơn nếu như chúng có quan trọng trong nghiên cứu khủng long hay có ích trong việc hiểu những nội dung khác về khủng long. Bảng này không đề cập đến các số đo xương cũng như không có những từ thuộc khoa nghiên cứu dấu chân hóa thạch.

## A
cửa sổ trước hố mắt

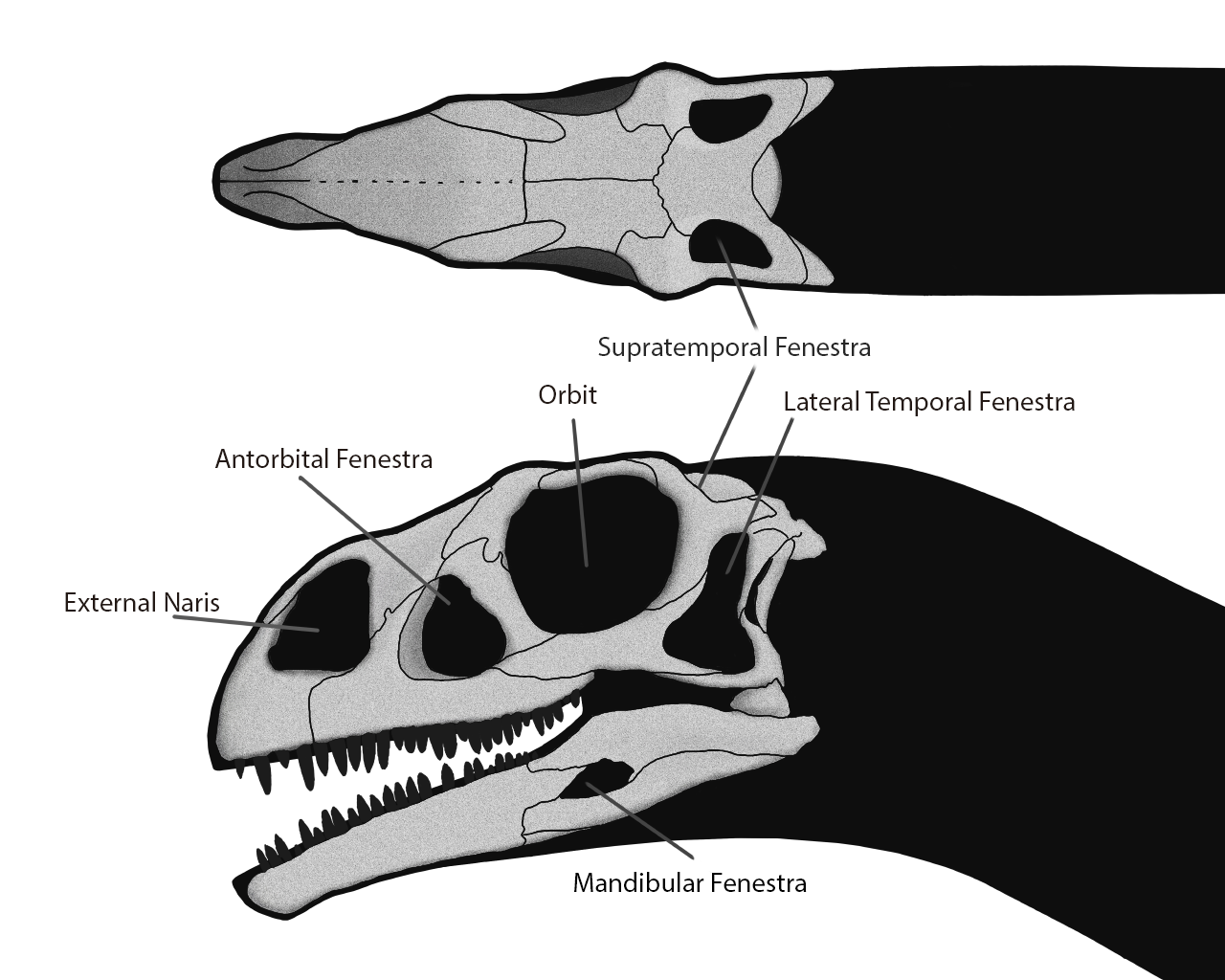
Sơ đồ hộp sọ của chi sauropodomorph Massospondylus, cho thấy các chính của hộp sọ, bao gồm,,, (lateral temporal fenestra),, và.

Cửa sổ trước hố mắt là một trong năm lỗ mở chính của hộp sọ, nằm giữa hố mắt và xương mũi ngoài (lỗ mũi). Có mặt trong hầu hết các loài Archosauriformes đầu tiên (bao gồm cả thằn lằn chúa), nó có mặt chủ yếu ở khủng long; nó có xu hướng lớn hơn ở khủng long hông thằn lằn, nhưng bị giảm hoặc đóng lại hoàn toàn ở khủng long hông chim. Cửa sổ này nằm trong một vết lõm lớn hơn, gọi là hố trước hố mắt. Hố này có thể chứa nhiều lỗ mở nhỏ hơn, cụ thể là cửa sổ xương hàm trên và cửa sổ xương hàm trên trước nhất. [1]

xương góc

Xương góc (tiếng Anh: angular) là một xương màng của hàm dưới. Khi nhìn từ bên, xương này bao phủ một khu vực lớn hơn của phần sau-bụng, nằm phía sau xương răng và bên dưới xương trên góc. Khi nhìn trung gian của hàm dưới, có thể nhìn thấy nó nằm ở dưới xương tiền khớp. Nó tạo thành sàn của hố cơ khép và hỗ trợ phần sau của sụn Meckelia.[5]

hố cơ khép 

Hố cơ khép hoặc lỗ Meckelia trong các loài bò sát và khủng long là một lỗ mở lớn ở hàm dưới, nằm giữa vùng mang răng và khớp hàm. Nó mở ra sau đó, và được bao bọc bởi các xương trên góc ở hai bên và xương tiền khớp ở ngang; xương thứ hai thường thấp hơn so với xương thứ nhất, hố có thể được nhìn thấy khi nhìn trung gian. Sàn của lỗ mở được hình thành bởi xương góc và phần sau của sụn Meckelia. Hố cơ khép và các lề xung quanh của nó đóng vai trò là điểm chèn cho các cơ khép chính đóng hàm lại; nó cũng cho phép các dây thần kinh, động mạch và tĩnh mạch của hàm đi vào bên trong hàm.[5]

mỏm cùng vai 

Mỏm cùng vai (tiếng Anh: acromion) là một dãy ở đầu xa bên ngoài của xương bả vai có chức năng cung cấp chỗ ghép cho xương đòn.[2][3] Giáp long xương kết phát triển một nhánh rõ rệt được gọi là mỏm cùng vai giả (pseudoacrmion), có lẽ dùng để làm chỗ bám cho cơ bắp Musculus scapulohumeralis anterior, và do đó tương tự như mỏm cùng vai của động vật có vú.[4]

ổ cối 

Trong khủng long, ổ cối (tiếng Anh: acetabulum) hoặc ổ cắm hông là một lỗ mở thuộc khung chậu được cấu thành bởi xương chậu, xương mu và đốt háng có thể quan sát ở cả góc nhìn ngang và trung gian. Nó chứa đầu của xương đùi, tạo thành khớp hông. Hầu hết đông vật bốn chi đều có một ổ cối kín, trong đó ổ này chứa đầy xương, tạo thành một vết lõm. Khủng long là nhánh duy nhất có hiển thị một ổ cối mở, trong đó toàn bộ phạm vi của ổ không có xương. 

ổ răng

Ổ răng (tiếng Anh: alveoli) hoặc hốc răng là những lỗ nhỏ trong hàm chứa chân răng. Trong ổ răng, các răng cu được định kỳ thay thế bằng các răng mới mọc ở bên dưới; sự rụng răng cũ xảy ra sau quá trình tái hấp thụ chân răng. Trường hợp khi các ổ này sâu được gọi là thecodont, có mặt ở hầu hết các thằn lằn chúa, bao gồm khủng long. Mặt khác, các bò sát có vảy đều cho thấy trường hợp pleurodont, khi răng hợp nhất với mặt trong của xương hàm, hoặc răng acrodont, trong đó răng được nối với đỉnh xương hàm mà không chứa ổ cắm. Trường hợp thecodont đã được sử dụng trong quá khứ để xác định một nhánh phân loại, Thecodontia, hiện được coi là cận ngành và do đó đã lỗi thời.[7]

xương sên

Xương sên (tiếng Anh: astragali) là một xương chính ở mắt cá chân. Nó nằm ngay bên dưới xương chày và trung gian so với xương gót, nằm bên dưới xương mác. Xương sên không quay tự do được so với xương gót hay xương chày; thay vào đó, nó thường được hợp nhất với cả hai thành phần trên thành khối xương chày (tibiotarsus).[9]

sọ

Sơ đồ sọ của Dromaeosaurus nhìn từ bên cho thấy các loại xương và lỗ mở.

Sọ bao gồm xương và răng của phần đầu. Nó bao gồm một phần trên, sọ trên (tiếng Anh: cranium), và phần dưới, gọi là hàm dưới. Sọ trên bao gồm hộp sọ (braincase), mái sọ, vùng hàm trên và má; vòm miệng. Hộp sọ gần như hoàn toàn có nguồn gốc nội sụn (endochondral), trong khi phần còn lại của sọ trên chủ yếu bao gồm xương da. Hàm dưới bao gồm cả xương da và xương nội sụn. Hộp sọ có một số lỗ mở, là những cấu trúc quan trọng trong mô tả giải phẫu. Chúng bao gồm ổ mắt (tiếng Anh: orbit), hoặc hốc mắt, nơi đặt mắt, cũng như lỗ mũi bên ngoài (tiếng Anh: external naris). Ngoài ra, sọ có các lỗ mở bổ sung, hoặc cửa sổ (tiếng Anh: fenestra), điển hình cho các loài bò sát hai cung: cửa sổ trước hố mắt; cửa sổ sau hố mắt, và cửa sổ trên hố mắt. [1]: 138 cạn140 [25]: 32 Chuyện36 [17]

túi khí 

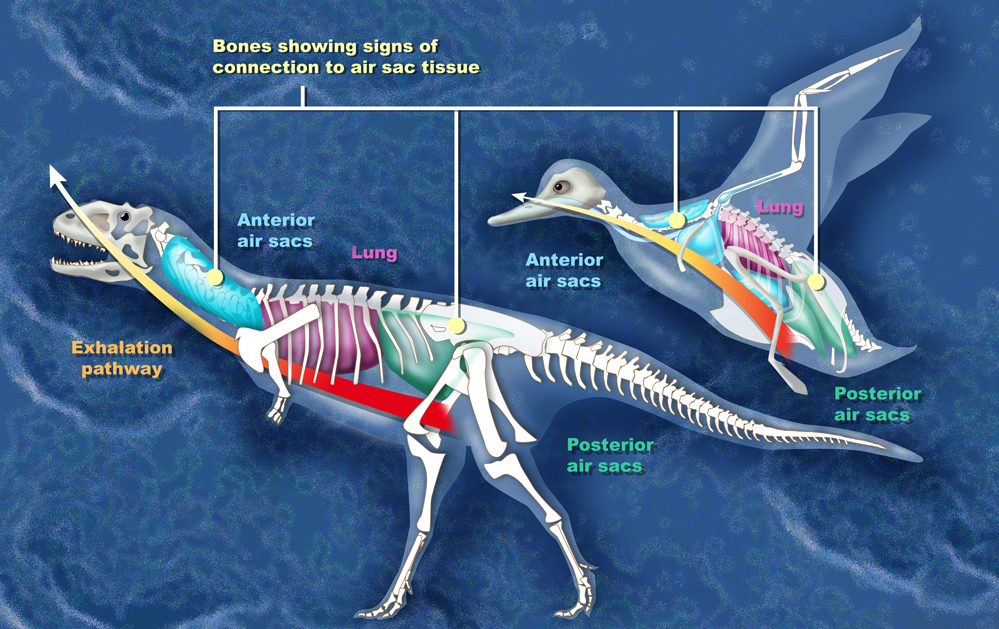
So sánh giải phẫu các của chi Majungasaurus và chim

Ở các loài chim hiện đại, túi khí phổi là những túi khí có thành mỏng, đục kết nối với phổi. Cùng với phổi, tạo ra một hệ hô hấp cực kì hiệu quả nó có khả năng chiết xuất oxy nhiều hơn 160% so với khả năng của động vật có vú. Mặc dù quá trình trao đổi khí hạn chế diễn ra trong túi khí, nhưng chúng cung cấp năng lượng cho sự thông khí của phổi. Túi khí nằm ở cả phía sau và phía trước của phổi cho phép giữa luồng không khí liên tục đi qua phổi. Các túi nhỏ hơn và chứa đầy không khí kéo dài từ túi khí và phổi được gọi là túi thừa khí nén; chúng có thể có mặt rất nhiều và hiện diện trên hầu hết cơ thể. Một số túi thừa khí nén sẽ hấp thụ và xâm nhập xương khi con vật lớn lên, tạo ra các hố lõm trên bề mặt xương, cũng như các buồng bên trong xương, một quá trình gọi là postcranial skeletal pneumatization (PSP). Mặc dù túi khí không hóa thạch, nhưng sự hiện diện của chúng ít nhất là ở khủng long hông thằn lằn được chỉ ra bằng các dấu vết đặc trưng của khí nén trong xương.